# Entre-deux-Eaux
Entre-deux-Eaux – miejscowość i gmina we Francji, w regionie Grand Est, w departamencie Wogezy.
Według danych na rok 1990 gminę zamieszkiwały 454 osoby, a gęstość zaludnienia wynosiła 54 osób/km² (wśród 2335 gmin Lotaryngii Entre-deux-Eaux plasuje się na 623. miejscu pod względem liczby ludności, natomiast pod względem powierzchni na miejscu 716.).